# 1911年10月22日日食
1911年10月22日日食是一次日環食，發生於1911年10月22日（西半球的部分日偏食區域為10月21日）。新月當天（即朔日），地球上觀測到月球和太阳的角距離極小，此時月球如果恰好在月球交點附近，穿過太阳和地球之間，與地球、太阳接近一直線，則會出現日食。月球穿過太阳和地球之間，但距地球較遠，本影未能接觸地表，而使偽本影覆蓋的區域內看到月球的角直徑小於太陽，就形成日環食，同時在偽本影兩側數千公里的半影範圍內形成日偏食。此次日環食經過了俄國、中國、法屬印度支那、美屬菲律賓、荷屬東印度、巴布亞領地、英屬西太平洋領地，日偏食則覆蓋了亚洲大部、澳大利亚及周邊部分地區。

## 日食概況

### 出現區域
俄國今屬哈萨克斯坦和乌兹别克斯坦交界處的鹹海水域在日出時最先看到日環食，此後月球偽本影向東南斜貫中國，擦過法屬印度支那今屬越南地區的東北部，跨過南海，在蘇祿群島之間的蘇祿海南部海域達到最大食分。此後偽本影又覆蓋了馬來群島、新幾內亞和其他太平洋西部的部分島嶼後在日落時分結束於努伊環礁東南約70公里的洋面。環食帶均在國際日期變更線以西，在10月22日看到日環食。
偽本影經過的陸地包括：
- 俄罗斯帝国：今哈萨克斯坦克孜勒奧爾達州東南部、突厥斯坦州中部偏南、江布爾州西南部，乌兹别克斯坦的卡拉卡爾帕克斯坦共和國東北角、納沃伊州北部、塔什干州東北部、納曼干州東北部、安集延州極北端，吉尔吉斯斯坦的塔拉斯州除極東北角外的絕大部分、賈拉拉巴德州除南部外的大部、楚河州西南部、納倫州除北部外的大部；
- 中國：自西北向東南斜貫甘肅新疆省南部、西藏東北角和東部、青海西南部，經過四川省西南部，斜貫雲南省東北部，經過貴州省西南部、廣西省西南部、廣東省西南角（今屬广西壮族自治区），斜貫廣東省海南島（今屬海南省），經過西沙群島的北礁、永樂环礁東北部、玉琢礁、宣德環礁、東島環礁、浪花礁（今屬海南省）；
- 法属印度支那：今越南河江省東北部、高平省除西南部外的大部、北𣴓省東北部、諒山省東北半部、廣寧省東北半部；
- 美屬菲律賓：自西北向東南斜貫今菲律賓巴拉望省、棉兰老穆斯林自治区西南部島嶼；
- 荷屬東印度：今印度尼西亚北蘇拉威西省北部、北马鲁古省中部偏南、西巴布亞省南部、巴布亞省中部偏南；
- 巴布亞領地：自西向東貫穿今巴布亚新几内亚西部省中部偏南，經過海灣省南部，橫貫中央省並覆蓋國家首都區，經過北部省除北部外的大部和米爾恩灣省北部，其中包括首府莫士比港（今巴布亚新几内亚首都），是本次環食帶內唯一首都或首府（環食帶還覆蓋了今所罗门群岛首都霍尼亚拉及其原首都圖拉吉，但當時所罗门群岛尚未獨立）；
- 英屬西太平洋領地：今所罗门群岛中部群島省南半部、瓜達爾卡納爾省、馬萊塔省南半部、馬基拉-烏拉瓦省北半部、泰莫圖省極北端，圖瓦盧的努伊環礁，其中包括今所罗门群岛首都霍尼亚拉及其原首都圖拉吉。[3][4]

除了上述狹窄的環食帶內能看到日環食之外，月球半影覆蓋範圍內都能看到日偏食，包括亚洲除西亚西部、千島群島（今屬俄罗斯）、俄國東北部外的絕大部分，及俄國欧洲部分東南部、澳大利亚除西南角和塔斯馬尼亞省南半部外的絕大部分、新西兰北部、密克羅尼西亞島群、美拉尼西亞島群、玻里尼西亞島群西北部。其中絕大部分位於國際日期變更線以西，在10月22日看到日食，剩下的部分在10月21日看到日食。

### 基本參數
- 類型：日環食
- 食甚中心處（位於美屬菲律賓蘇祿群島之間的蘇祿海南部）資料：
  - 時間：1911年10月22日4:12:49.3
  - 地點：6°15.4′N 121°22.3′E / 6.2567°N 121.3717°E
  - 食分：0.9650（環食帶內最大）
  - 日環食持續時間：3分47.4秒

## 相關的日食

### 1910-1913年的日食
月球交替位於相對的月球交點時，以半個交點年（食年），即約177天又4小時間隔出現下列日食。
| 升交點                                          | 升交點                  |          | 降交點                   | 降交點 |
| 沙羅周期                                        | 地圖                    | 沙羅周期 | 地圖                     |        |
| 117                                             | 1910年5月9日 全食       | 122      | 1910年11月2日 偏食（北） |        |
| 127                                             | 1911年4月28日 全食      | 132      | 1911年10月22日 環食      |        |
| 137                                             | 1912年4月17日 全環食    | 142      | 1912年10月10日 全食      |        |
| 147                                             | 1913年4月6日 偏食（北） | 152      | 1913年9月30日 偏食（南） |        |
| 註：1913年8月31日的日偏食屬於下一組交點年系列。 |                         |          |                          |        |

### 沙羅周期
沙羅週期長度為18年11天。本次日食屬於沙羅週期132，共包含71次日食，依次為1208年8月13日至1551年3月7日的20次日偏食、1569年3月17日至2146年3月12日的33次日環食、2164年3月23日至2182年4月3日的2次全環食（亦稱混合食）、2200年4月14日至2308年6月19日的7次日全食、2326年6月30日至2470年9月25日的9次日偏食，總共歷時1262.11年。其中最長的全食發生於2290年6月8日，共持續2分14秒。
下表列舉了1901年至2100年間發生的屬於該周期的日食，是第40至50次：
| 40             | 41            | 42             |
| -------------- | ------------- | -------------- |
| 1911年10月22日 | 1929年11月1日 | 1947年11月12日 |
| 43             | 44            | 45             |
| 1965年11月23日 | 1983年12月4日 | 2001年12月14日 |
| 46             | 47            | 48             |
| 2019年12月26日 | 2038年1月5日  | 2056年1月16日  |
| 49             | 50            |                |
| 2074年1月27日  | 2092年2月7日  |                |

## 資料來源
1. ↑  樊忠玉. . 中国天文科普网.   [2016-04-02]. （原始内容存档于2014-09-17）.
2. 1 2  Fred Espenak. . NASA Eclipse Web Site.   [2016-04-02]. （原始内容存档于2020-10-20）.（英文）
3. ↑  Fred Espenak. . NASA Eclipse Web Site.   [2016-04-02]. （原始内容存档于2020-10-23）.（英文）
4. ↑  Xavier M. Jubier. .   [2016-04-02]. （原始内容存档于2016-10-25）.（法文）（英文）
5. ↑  Fred Espenak. . NASA Eclipse Web Site.   [2016-04-02]. （原始内容存档于2017-12-28）.（英文）
6. ↑  Fred Espenak. . NASA Eclipse Web Site.（英文）

## 外部連結
- NASA日食專頁（页面存档备份，存于）（英文）
- 可見區域圖和時間統計：由弗雷德·埃斯佩纳克做出的日食預報，NASA/GSFC
  - Google互動地圖呈現的日食範圍
  - 貝塞爾元素
- Google地圖顯示的日環食和日偏食範圍（页面存档备份，存于）（法文）（英文）

| \| \| 日食 \|                             |                               |                                           |
| 上一次日食： 1911年4月28日日食 （日全食） | 1911年10月22日日食 （日環食） | 下一次日食： 1912年4月17日日食 （全環食） |
| 上一次日環食： 1908年6月28日日食          | 1911年10月22日日食 （日環食） | 下一次日環食： 1914年2月25日日食          |
|                                           | 日食                          |                                           |